# Бочево (Борское сельское поселение)
Бочево — деревня в Борском сельском поселении Бокситогорского района Ленинградской области.

## История
Усадище Бочево Климантовского Колбежского погоста, упоминается в переписи 1710 года.
Деревня Бочева обозначена на карте Санкт-Петербургской губернии 1792 года, А. М. Вильбрехта.
Затем, деревня упоминается на специальной карте западной части России Ф. Ф. Шуберта 1844 года.

БОЧЕВО (БУЧЕВО) — деревня с усадьбой Бочевского общества, прихода Колбицкого погоста. Ручей Теребежка.

Крестьянских дворов — 19. Строений — 62, в том числе жилых — 28.

Число жителей по семейным спискам 1879 г.: 59 м. п., 58 ж. п.; по приходским сведениям 1879 г.: 53 м. п., 50 ж. п.

В усадьбе: крестьянских дворов — нет, строений — 18, в том числе жилых — 3. Число жителей по приходским сведениям 1879 г.: 5 м. п., 4 ж. п.

В конце XIX — начале XX века деревня административно относилась к Большегорской волости 3-го земского участка 1-го стана Тихвинского уезда Новгородской губернии.

БОЧЕВО — деревня Бочевского общества, дворов — 25, жилых домов — 56, число жителей: 77 м. п., 76 ж. п.
 
Занятия жителей — земледелие, лесные промыслы. Река Теребежка. Часовня, школа, водяная мельница, кузница, мелочная лавка.
  
БОЧЕВО — усадьба К. и С. Николаевичей Тимировых, дворов — 1, жилых домов — 3, число жителей: 11 м. п., 10 ж. п.
 
Занятия жителей — земледелие. Река Теребежка. Часовня, смежна с деревней Бочево. (1910 год)

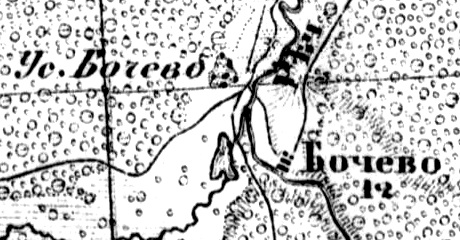
Деревня Бочево на карте 1913 года

Согласно карте Новгородской губернии 1913 года, деревня насчитывала 12 крестьянских дворов, близ деревни находилась одноимённая усадьба.
С 1917 по 1918 год деревня входила в состав Большегорской волости Тихвинского уезда Новгородской губернии.
С 1918 года, в составе Череповецкой губернии.
С 1927 года, в составе Клишинского сельсовета Тихвинского района.
С 1928 года, в составе Большегорского сельсовета.
По данным 1933 года в состав Большегорского сельсовета Тихвинского района входили село и выселок Бочево.
С 1952 года, в составе Бокситогорского района.
В 1955 году население деревни составляло 99 человек.
С 1963 года, вновь в составе Тихвинского района.
С 1965 года вновь в составе Бокситогорского района. В 1965 году население деревни составляло 62 человека.
По данным 1966 года деревня Бочево также входила в состав Большегорского сельсовета.
По данным 1973 и 1990 годов деревня Бочево входила в состав Борского сельсовета.
В 1997 году в деревне Бочево Борской волости постоянного населения не было, в 2002 году проживали 2 человека (все русские).
В 2007 году в деревне Бочево Борского СП проживал 1 человек, в 2010 году — 6.

## География
Деревня расположена в западной части района на автодороге 41К-031 (Дыми — Бочево).
Расстояние до административного центра поселения — 27 км.
Расстояние до районного центра — 28 км. 
Деревня находится на правом берегу реки Теребежка.

## Демография
| 1997 | 2002 | 2007 | 2010 | 2013 | 2014 | 2017 |
| ---- | ---- | ---- | ---- | ---- | ---- | ---- |
| 0    | ↗2   | ↘1   | ↗6   | →6   | →6   | ↗8   |

## Инфраструктура
На 2017 год в деревне было зарегистрировано 1 домохозяйство.